# Vaderschapsonderzoek
Vaderschapsonderzoek of de vaderschapstest is het onderzoek naar de biologische verwantschap (verwantschapsonderzoek) tussen een mogelijke vader en een kind. Dit onderzoek wordt uitgevoerd wanneer aan de biologische verwantschap wordt getwijfeld en de betrokkenen zekerheid over die verwantschap wensen.
Een man kan de vader niet zijn als bij hem een of meer erfelijke factoren ontbreken die wel bij het kind, maar niet bij de moeder, aanwezig zijn, of als bij het kind erfelijke factoren ontbreken die aanwezig zouden zijn als de onderzochte man de vader was.
Dit onderzoek wordt uitgevoerd door middel van een DNA-analyse. Een positieve match kan in het geval van onderzoek van 16 genetische merkers ongeveer 99,99% zekerheid bieden. Uitsluiting kan met deze onderzoeksopzet een zekerheid van 100% bieden. De zekerheidsmarges worden beïnvloed door het al dan niet betrekken van het DNA-materiaal van de moeder bij het onderzoek. Vroeger werd dit onderzoek gedaan door het vergelijken van diverse bloedgroepfactoren.
Vaderschapsonderzoek wordt door het grootste deel van de vaderbeweging gezien als iets dat standaard zou moeten worden uitgevoerd bij ieder kind.